# گوژجووکا
گوژجووکا (به لاتین: Goździówka) یک روستا در لهستان است که در گمینا ستانگسواووو واقع شده‌است.